# Wierden
Wierden là một đô thị ở tỉnh Overijssel phía đông Hà Lan. Đô thị Wierden cũng bao gồm các làng và thị trấn sau: 
Enter, Hoge Hexel, Ypelo, Notter, Rectum, Zuna.

## Kết nghĩa
- Maldegem ở Bỉ
- Ermont ở Pháp
- Lampertheim ở Đức